# Граник, Анатолий Михайлович
Анато́лий Миха́йлович Гра́ник (10 марта 1918, Балта, Подольская губерния — 17 апреля 1989, Ленинград) — советский режиссёр и сценарист игрового, документального и научно-популярного кино.

## Биография
Родился 10 марта 1918 года в городе Балта (ныне Одесская область Украины).
В 1936—1939 годах учился в Московском институте химического машиностроения. С началом Великой Отечественной войны участвовал в Московском народном ополчении. Учился на режиссёрском факультете ВГИКа в мастерской Г. М. Козинцева, год окончания — 1943.
В 1944 году работал на Свердловской киностудии в качестве ассистента режиссёра (фильм «Сильва». С 1945 года — режиссёр на «Ленфильме».
Кроме художественных фильмов является создателем документальных и научно-популярных лент.
Член Союза кинематографистов СССР (Ленинградское отделение).
А. М. Граник скончался 17 апреля 1989 года. Похоронен в колумбарии Санкт-Петербургского крематория.

### Семья
Жена — Мария Михайловна Кандат (1920—2001), художник кино.

## Фильмография
Режиссёр
- 1951 — Советская Татария (документальный; совместно с К. Поздняковым)
- 1952 — Советская Кабарда (документальный; совместно с Т. Родионовой)
- 1953 — Алёша Птицын вырабатывает характер
- 1955 — Максим Перепелица
- 1958 — Наш корреспондент
- 1961 — Самые первые
- 1964 — Девять дней одного лета (документальный; совместно с Е. Лукиной)[4]
- 1966 — На диком бреге
- 1968 — Источник
- 1972 — Двенадцать месяцев
- 1973 — Умные вещи
- 1977 — Строгая мужская жизнь
- 1983 — Место действия

Сценарист
- 1966 — На диком бреге
- 1972 — Двенадцать месяцев
- 1973 — Умные вещи

Актёр
- 1940 — Случай в вулкане — эпизод

## Призы и награды
- 1978 — Серебряная медаль имени А. П. Довженко (фильм «Строгая мужская жизнь»)[5]